# 市川地方卸売市場
市川地方卸売市場（いちかわちほうおろしうりしじょう）は、千葉県市川市に所在する青果物と花卉を取り扱う地方卸売市場である。通称は市川市場（いちかわしじょう）。かつては市川市が開設・運営していたが、2018年に民営化し、市場内事業者らでつくる株式会社市川市場が運営する民営市場となった。

## 沿革
1967年（昭和42年）に市川市に「公設卸売市場開設促進協議会」が設置され、公設卸売市場設置の検討が本格化。
昭和47年5月、当時市内外に点在していた12の民営卸売市場を統合して市川市による公設の「市川市地方卸売市場」を設立。
昭和52年、花き部が設立。
2003年（平成15年）青果部卸売業者の市川中央青果株式会社が長印市川青果株式会社に事業譲渡。
2007年（平成19年）青果部卸売業者の京市青果株式会社が自己破産申請。卸売業務は長印市川青果株式会社に譲渡。卸1社制に移行。
2018年（平成30年）3月花き部卸売業者のフロリード株式会社が同市場における卸売業務を大田市場のフラワーオークションジャパン（FAJ）に事業譲渡、FAJ100%出資による新会社株式会社市川フラワーオークションジャパンを設立。
同年4月より事業者らで出資し準備した株式会社市川市場が市川市より開設者の地位の承継を受け、民営化。市場の敷地及び市場内の建物については市から新会社に賃貸借を行う。民営化により市場名称は「市川地方卸売市場」に。
2019年（令和元年） 長印市川青果株式会社が同じ長印グループの長印船橋青果株式会社と統合（吸収合併）、長印船橋青果株式会社市川支社に。

## 場内施設

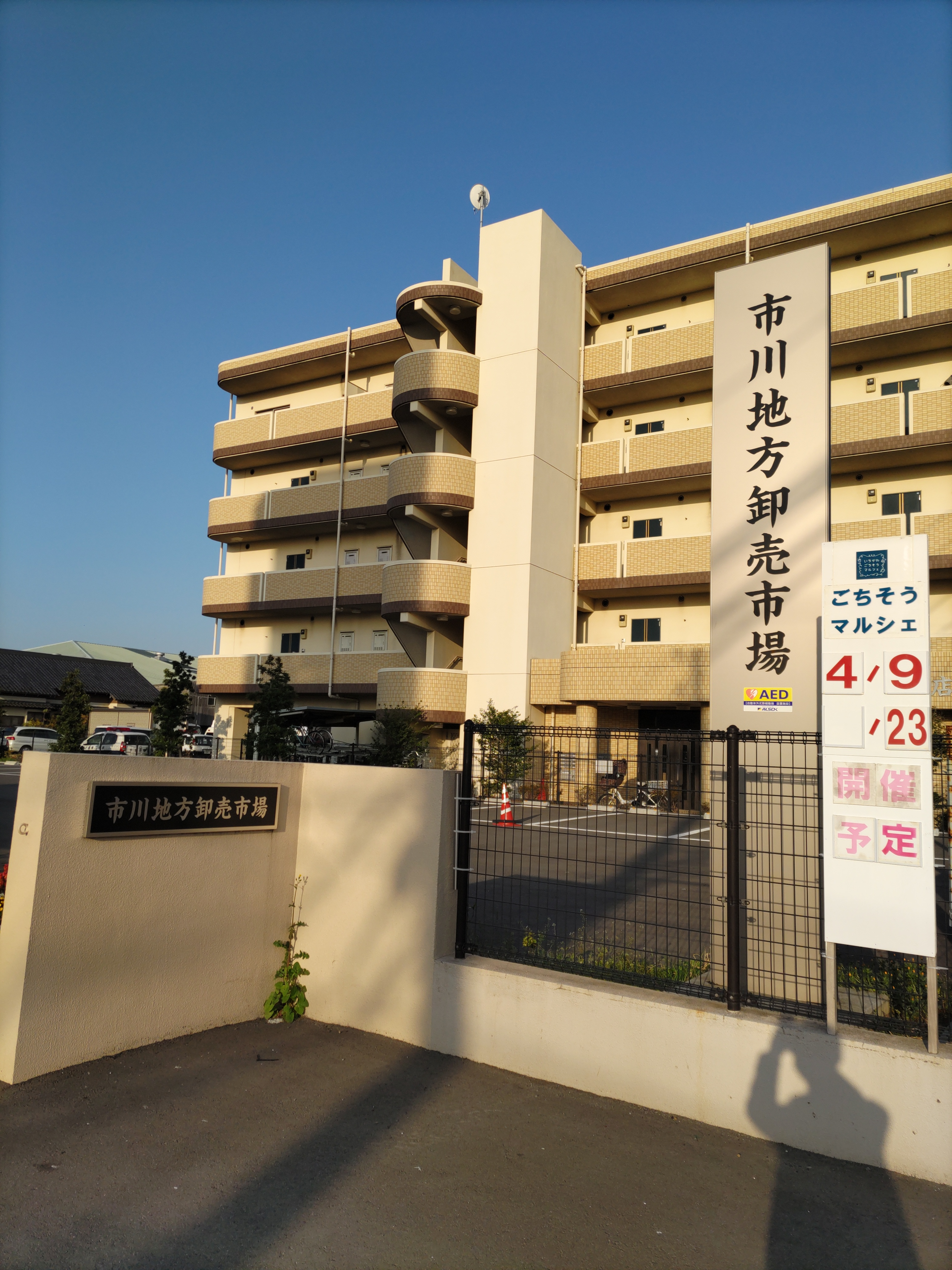
市川地方卸売市場入り口

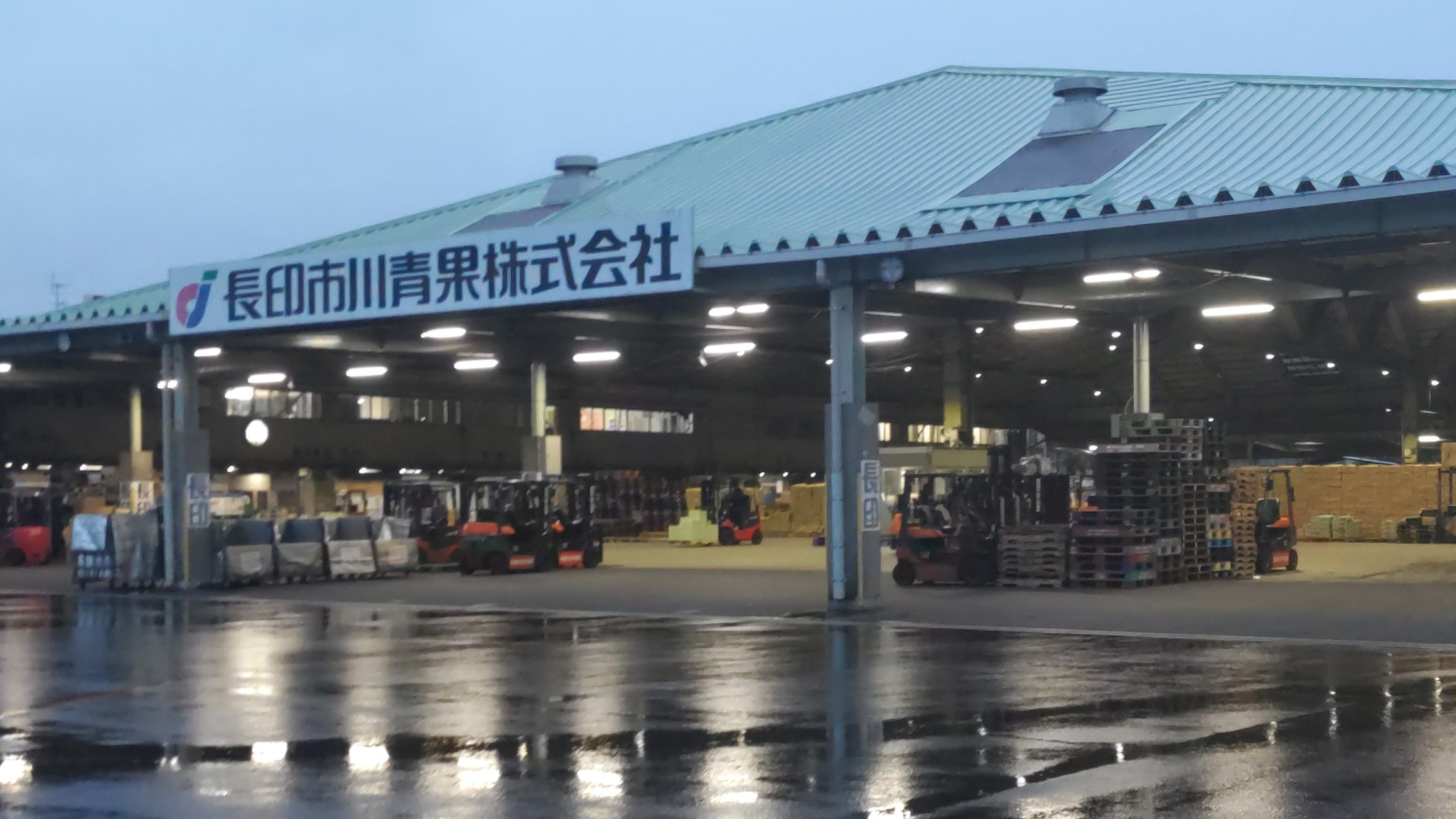
青果棟

| 用地       | 面積      |
| ---------- | --------- |
| 敷地面積   | 28,641 m2 |
| 卸売場     | 5,050 m2  |
| 仲卸売場   | 1,013 m2  |
| 花き卸売場 | 454 m2    |
| 関連店舗   | 1,148 m2  |

## 市場関係業者

### 青果部
- 卸売業者 : 長印船橋青果株式会社市川支社
- 仲卸業者 : 4社
- 買受人等 : 262者[6]

### 花き部
- 卸売業者 : 株式会社市川フラワーオークションジャパン
- 仲卸業者 : 市川花き株式会社

## その他
市民が自由に買い物できる開放イベントとして2020年11月より月に2回程度（第2、第4土曜日）「いちかわごちそうマルシェ」（いちマル）を開催している。マルシェには市場内事業者のほか近隣の農産物、水産物、加工品、工芸品などの生産者・販売事業者らが出品することができる。卸売市場を会場にマルシェが行われるのは全国でも珍しい。同イベントの運営には近隣の千葉商科大学人間社会学部の学生らも参加している。

## 注・出典